# Jiver Hutchinson
Leslie George „Jiver“ Hutchinson (* 16. März 1906 in Jamaika; † 22. November 1959 in Weeting in Norfolk) war ein in Großbritannien wirkender Bandleader und Jazztrompeter.
Hutchinson spielte in der West Indies Regimental Band und mit Bertie King in Jamaika, bevor er 1935 nach England kam. Er spielte in der Band von Happy Blake im Cuba Club und mit den Emperor´s of Jazz von Leslie Thompson (1901–1987), ebenfalls aus Jamaika, und danach in deren Nachfolgeband unter Ken „Snakehips“ Johnson (1914–1941, er stammte aus Britisch-Guayana) ab 1936. Es folgten verschiedene weitere Bands, unter anderem leitete er auch 1939 eine eigene Formation im Florida Club in London. 1943/44 war er in der Band von Geraldo (1904–1974) auf Tour im Mittleren Osten. 1944 gründete er eine eigene Band, die bis 1949 bestand und mit der er außer in Großbritannien in Indien (1945) und Europa (u. a. in Skandinavien, Belgien, Tschechoslowakei, Niederlande) tourte. Mit seiner Band, zu der zeitweilig Cedric West gehörte, nahm er im Bereich des Modern Jazz auf. 1950 bis 1954 und 1954 bis 1956 war er wieder bei Geraldo. Ende 1952 begleitete er Mary Lou Williams; ab 1956 leitete er eigene Gruppen. 1959 starb er bei einem Autounfall in seinem Tourbus.
Er ist Vater der Sängerin Elaine Delmar (* 1939), die auch mit Bands ihres Vaters sang.